# Aranyos rózsabogár
Az aranyos rózsabogár (Cetonia aurata) a rovarok (Insecta) osztályába, a bogarak (Coleoptera) rendjébe és a ganajtúrófélék (Scarabaeidae) családjába tartozó faj.

## Megjelenése
A zömök testű bogár felül csillogó fémes zöld, alul rézvörös. A csillogó szín balra cirkulárisan polarizált fénytől ered, ahogy több más virágbogár faj esetében is kimutatták. Pontozott szárnyfedőin sekély hosszanti barázdákkal, a csúcs közelében pedig változó fehér harántmintázat látható. Szárnyfedői repülés közben zárva maradnak, hártyás szárnyukat egy keskeny, oldalsó résen nyújtják ki. Lábain apró recék találhatók, amelyek segítik őt a tapadásban.

Az egymást váltogató három kép – egy masterImage 3D moziszemüveg és egy tükör segítségével – két dolgot szemléltet egyszerre:
(1) a rózsabogár aranyzöld és rezes fénye csakugyan balra cirkulárisan polarizált;
(2) a fény cirkularitása megfordul tükröződéskor, azaz balosból jobbos lesz (és viszont).
Figyeljük meg, hogy szemüveg nélkül a bogarak a tükrön kívül és a tükörben egyaránt fényesek. A jobb lencsén át (jobbos szűrő) a bogár fénye eltűnik a tükrön kívül, de a tükörben megmarad a polarizáció megfordulása miatt. A bal lencse esetében fordított a helyzet

## Életmódja
A bogarat virágzó bokrokon, főként galagonyaféléken, vadrózsán, bodzán találjuk áprilistól szeptember végéig. Hazánkban mindenhol előfordul. Tápláléka virágpor (pollen) és virágszirom, elsősorban a vadrózsa szirmai, innen kapta a nevét. A lárvák korhadékkal, elpusztult gyökerekkel táplálkoznak. Nem kártevők, lebontó szervezetek. Általában csak napsütéses időben repül. Fogságban is sikeresen tenyészthető, állatkertek inszektáriumaiban gyakran láthatóak tenyésztett populációik. A legjobban a délutáni órákban lehet őket megfigyelni, mert ilyenkor órákig képesek mozdulatlanul ücsörögni egy virágon, még más bogaraktól sem hagyják magukat zavartatni.

## Szaporodása
A nőstény a petéit korhadó fatuskókba rakja, a lárvák több évig fejlődnek a nyirkos törmelékben. Körülbelül három évig él. Ritkábban hangyabolyba is petézik.

## Képek

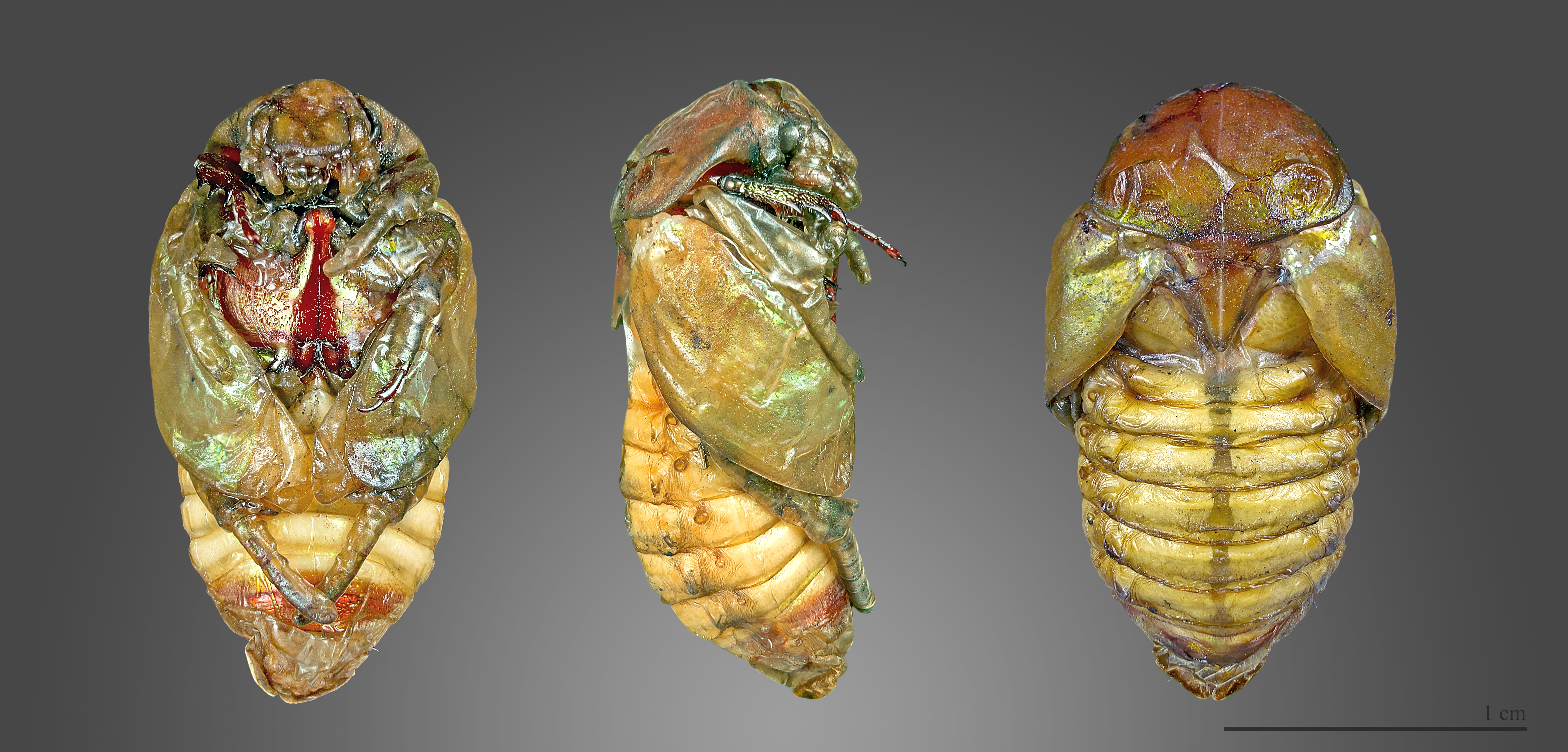
Báb
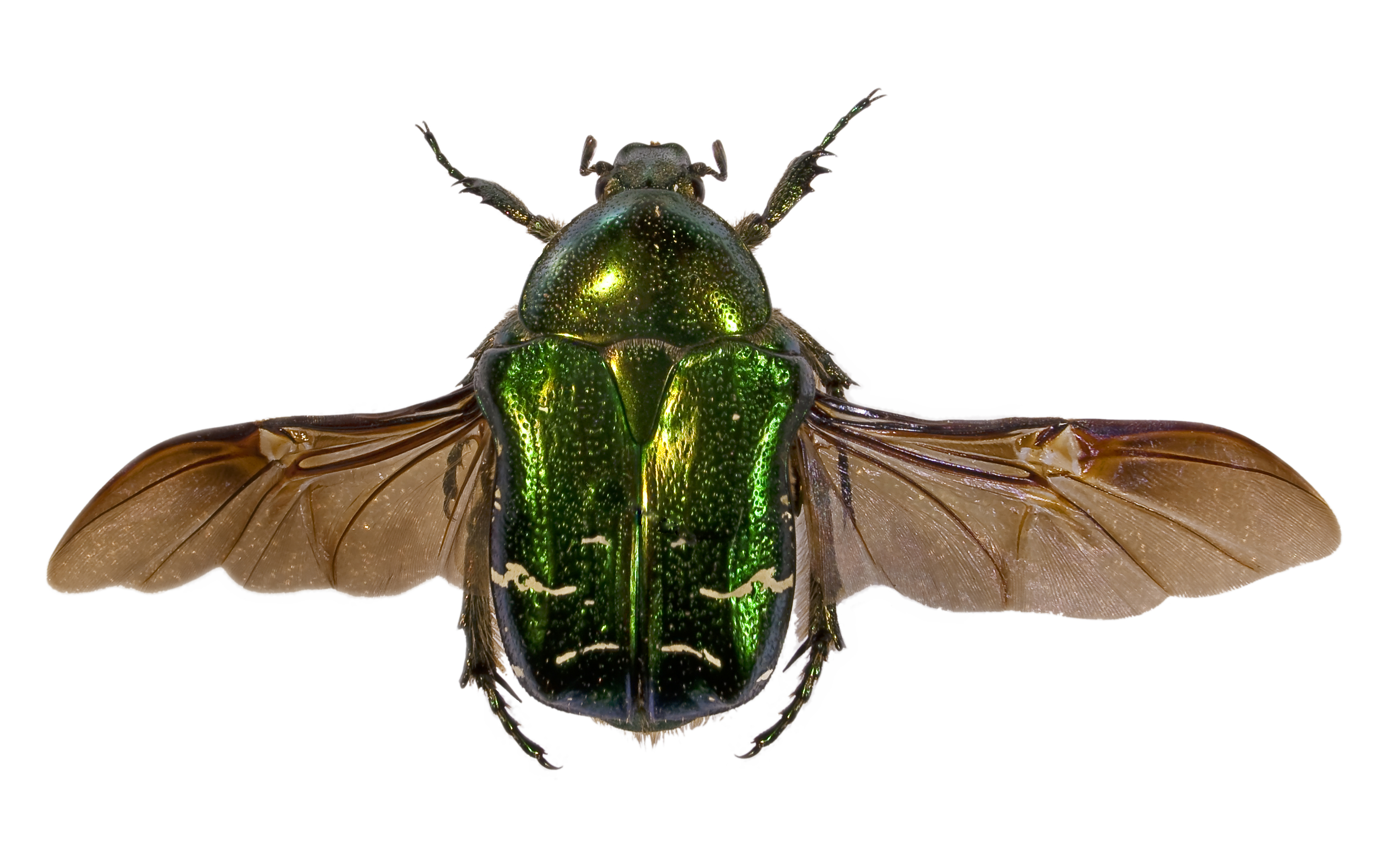
Kiterjesztett szárnyakkal
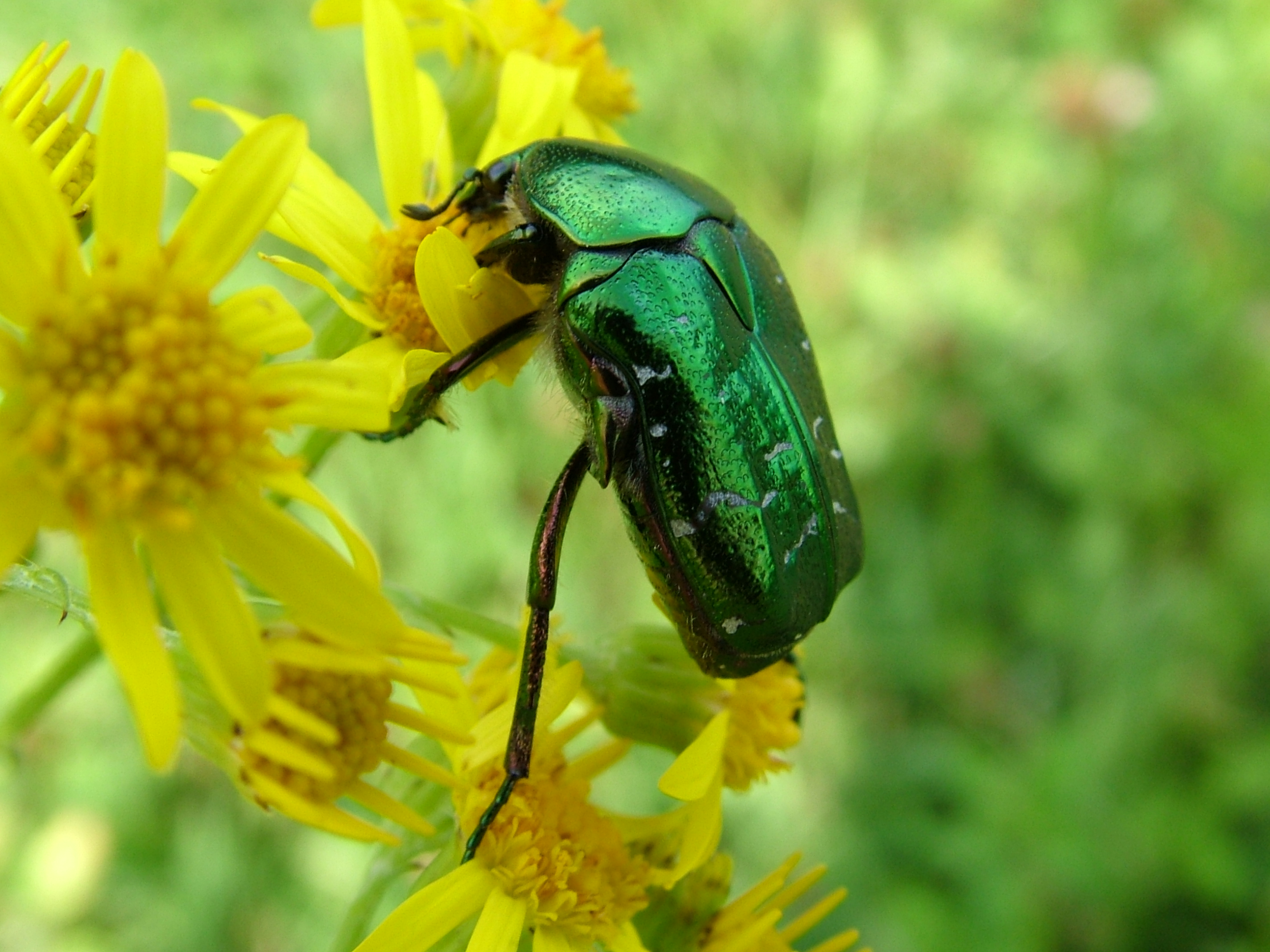
Virágon táplálkozva
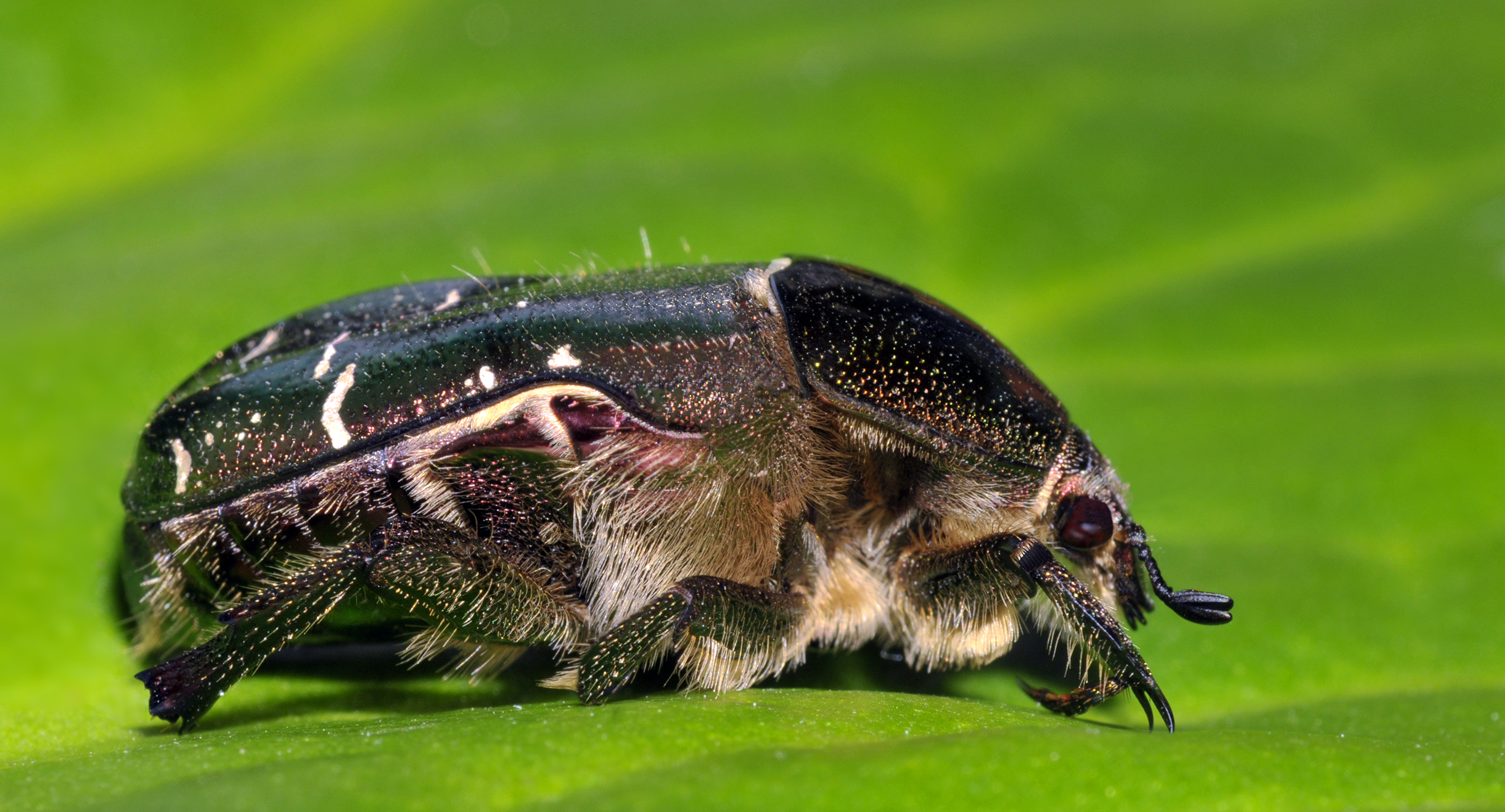
Oldalnézetből